# Columbia Records
A Columbia Records egy amerikai lemezkiadó vállalat, jelenleg a Sony BMG csoport tagja. A Columbia Records az egyik legrégebbi márkanév a zeneműkiadó cégek sorában. A céget 1888-ban alapították Washingtonban, és kezdetben az Edison féle fonográf és a hozzájuk tartozó fonográfhengerek forgalmazása volt a fő profilja. Az 1920-as évektől kezdett a cég zenei hangfelvételeket készíteni, és hanglemezeket kiadni.

## Szerződött előadók
- Adele
- A. R. Rahman
- Barbra Streisand
- Beyoncé
- Bring Me the Horizon
- Bruce Springsteen
- Calvin Harris
- Céline Dion
- Daft Punk
- Earl Sweatshirt
- David Gilmour
- Electric Light Orchestra
- John Mayer
- Jeff Lynne
- James Arthur
- J. Cole
- Juicy J
- Little Mix közreműködő lemezkiadó RCA UK
- Madeon
- MKTO
- One Direction Szünetelnek
- Passion Pit
- Pharrell Williams
- Rachel Platten közreműködő lemezkiadó RCA
- the Neighbourhood
- The Script
- Carlos Santana
- Train
- Lil Peep